# Благодарненская волость
Благода́рненская во́лость — административно-территориальная единица в Новогригорьевском уезде Ставропольской губернии.
Волостной центр — село Благодарное.

## История
Образована 1 января 1880 года.

## Административное устройство
На 1873 год:
- с. Благодарное

усадьбы: Горбунова, Ковязина, Немова, Рыльцова
хутора: Березуцкого, Коргинцева, Кулешова, Медведева, Нечаева
- с. Елизаветинское (Быв. Лежанка, Вонючее)
- с. Бурлацкое

усадьбы: Нарвы, Цывы
- с. Спасское

усадьба Ивановых
- с. Сотниковское

хут. Аверьянова
усадьба Саурсикова